# Běloruská liga ledního hokeje
Běloruská liga ledního hokeje (rusky: Открытого чемпионата Республики Беларусь) je nejvyšší plně profesionální ligou ledního hokeje v Bělorusku. Vznikla nedlouho po rozpadu SSSR v roce 1993, její předchůdkyní byla Sovětská liga ledního hokeje. V současné době má tato liga 11 týmů a je otevřena i pro zahraniční týmy (ačkoliv ji momentálně žádný zahraniční tým nehraje). Mezi zahraniční kluby, které se soutěže účastnily, patří ukrajinský Sokol Kyjev a lotyšský HK Liepājas Metalurgs.

## Systém soutěže
V základní části hrají týmy každý s každým ve čtyřech kolech. Následně se týmy rozdělí do dvou skupin. Body ze základní části si týmy přenášejí dále do svých skupin. Týmy ve svých skupinách hrají každý s každým ve dvou kolech. Skupinu A hrají týmy, které se umístily na prvních šesti místech v tabulce po základní části. Všichni účastníci skupiny A hrají následně play-off. Skupinu B tvoří týmy na 7. - 11. místě tabulky. Tým, který se umístí na 7. a 8. místě skupiny B postupuje dále do play-off. Play-off se hraje na 4 vítězné utkání.

## Týmy
Týmy účastnící se soutěže v sezóně 2016 - 2017:
| Tým                   | Město      | Stadión                                        | Kapacita |
| --------------------- | ---------- | ---------------------------------------------- | -------- |
| Dinamo Moloděčno      | Maladzečna | Ledový palác v Moloděčně                       | 2 000    |
| HK Brest              | Brest      | Ledový palác v Brestu                          | 2 000    |
| HK Homel              | Homel      | Ledový palác v Homelu                          | 2 000    |
| HK Lida               | Lida       | Sportovní palác v Lidě                         | 1 000    |
| Metallurg Žlobin      | Žlobin     | Ledový palác Metallurg ve Žlobinu              | 2 000    |
| HK Mohylev            | Mogilev    | Sportovní palác v Mohylevu                     | 3 048    |
| HK Něman Grodno       | Grodno     | Palác ledových sportů v Grodnu                 | 2 550    |
| Chimik-SKA Novopolock | Navapolack | Novopolocký sportovní a kulturní palác Polimir | 1 250    |
| HK Vitebsk            | Vitebsk    | Ledová aréna ve Vitebsku                       | 1 900    |
| Junosť Minsk          | Minsk      | Ledová aréna                                   | 767      |
| Šachtar Salihorsk     | Salihorsk  | Palác ledních sportů Soligorsk                 | 1 759    |

### Zajímavosti
Největším zimním stadionem v Bělorusku je Minsk aréna s kapacitou 15 086 diváků. Je sídlem klubu HK Dinamo Minsk, který hraje ruskou KHL.

## Vítězové
| Sezóna    | Mistr              |
| --------- | ------------------ |
| 1992/1993 | Tivali Minsk       |
| 1993/1994 | Tivali Minsk       |
| 1994/1995 | Tivali Minsk       |
| 1995/1996 | Polimir Novopolock |
| 1996/1997 | Polimir Novopolock |
| 1997/1998 | HK Něman Grodno    |
| 1998/1999 | HK Něman Grodno    |
| 1999/2000 | Tivali Minsk       |
| 2000/2001 | HK Něman Grodno    |
| 2001/2002 | HK Keramin Minsk   |
| 2002/2003 | HK Homel           |
| 2003/2004 | Junosť Minsk       |
| 2004/2005 | Junosť Minsk       |
| 2005/2006 | Junosť Minsk       |
| 2006/2007 | HK Dinamo Minsk    |
| 2007/2008 | HK Keramin Minsk   |
| 2008/2009 | Junosť Minsk       |
| 2009/2010 | Junosť Minsk       |
| 2010/2011 | Junosť Minsk       |
| 2011/2012 | Metallurg Žlobin   |
| 2012/2013 | HK Něman Grodno    |
| 2013/2014 | HK Něman Grodno    |
| 2014/2015 | Šachtar Salihorsk  |
| 2015/2016 | Junosť Minsk       |
| 2016/2017 | HK Něman Grodno    |
| 2017/2018 | HK Něman Grodno    |
| 2018/2019 | Junosť Minsk       |
| 2019/2020 |                    |

## Počty titulů
| Klub               | Tituly | Vítězné ročníky                                |
| ------------------ | ------ | ---------------------------------------------- |
| Junosť Minsk       | 8      | 2004, 2005, 2006, 2009, 2010, 2011, 2016, 2019 |
| HK Něman Grodno    | 7      | 1998, 1999, 2001, 2013, 2014, 2017, 2018       |
| Tivali Minsk       | 4      | 1993, 1994, 1995, 2000                         |
| Polimir Novopolock | 2      | 1996, 1997                                     |
| HK Keramin Minsk   | 2      | 2002, 2008                                     |
| HK Dinamo Minsk    | 1      | 2007                                           |
| HK Homel           | 1      | 2003                                           |
| Metallurg Žlobin   | 1      | 2012                                           |
| Šachtar Salihorsk  | 1      | 2015                                           |